# Бетмен: Довгий Гелловін
«Бетмен: Довгий Гелловін» (англ. Batman: The Long Halloween) — обмежена серія коміксів з 13 випусків сценариста Джефа Леба та художника Тіма Сейла. Видана DC Comics у 1996 та 1997 роках. Успіх серії спричинив подальшу співпрацю Леба та Сейла над продовженнями під назвою Batman: Dark Victory та своєрідним спін-оффом Catwoman: When in Rome.
Під геловін 2018 року видавництвом «Рідна мова» була видана збірка коміксу.

## Синопис
Дії коміксу відбуваються за часів початку боротьби Бетмена зі злочинністю. Сюжет коміксу заснований на історії загадкового вбивці на прізвисько «Свято», що вбиває людей лише у свята. За допомогою окружного прокурора Гарві Дента та капітана Джеймса Ґордона Бетмен намагається розібратися, ким насправді є Свято до тих пір, поки лиходій не оголосить свою нову жертву, провокуючи війну між двома найвпливовішими сім'ями Ґотема — Мароні і Фальконе. Саме в цьому коміксі читач знайомиться з одним з найвідоміших ворогів Бетмена, Календарником, який знає справжню особистість Свята, але відмовляється поділитися інформацією з Бетменом. Замість цього він лише дає невеликі підказки. Також велику роль в сюжеті грає трансформація Гарві Дента в Дволикого. Крім того, в коміксі з'являються такі вороги Бетмена, як Страхопудало, Джокер, Божевільний Капелюшник, Отруйна плющ та Загадник.

## Поза коміксів

### Фільми
- The Long Halloween був одним з коміксів, які вплинули на фільм Крістофера Нолана «Темний лицар».[A 2]

### Відеоігри
- Відеогра Batman: Arkham City (2011 року) має розблокований костюм для Жінки-кішки на основі її появи у сюжеті Довгий Гелловін.
- Бонусний пакет для передзамовників відеогри Batman: Arkham Origins (2013 року)  містив додатковий костюм для Бетмена, заснований на його появі у Довгому Гелловіні.
- У відеогрі Batman: Arkham Knight (2015 року), знайшовши третю жертву у другорядній місії "Perfect Crime", Альфред скаже Бетмену, що події цієї місії нагадують випадок серійних вбивств, які він розслідував на початку своєї кар'єри у якості самосудника в плащі, який за збігом також стався на Гелловін, також нагадуючи, що він був "Довгий". Це явне відсилання до Довгого Гелловіну, точніше до вбивця на ім'я «Свято».
  - У сюжетному пакеті "Flip of a Coin" також є посилання на комікс, такі як пістолет з соскою для дитячої пляшки у вітрині офісу Дволикого.